# Orchies
Orchies è un comune francese di 8 421 abitanti situato nel dipartimento del Nord nella regione dell'Alta Francia.

## Storia
Appartenente alla contea di Fiandra, nel 1297 fu invasa dalle truppe del re di Francia, Filippo il Bello, e fu ufficialmente annessa alla Francia nel 1305 con il trattato di Athis-sur-Orge. Ciò non di meno la città fu resa alla contea di Fiandra nel 1370. Nel 1477 la città fu saccheggiata dalle truppe del re di Francia Luigi XI. Essa ridivenne francese solo nel 1668 con il trattato di Aix-la-Chapelle.
Dal 1708 al 1712 le truppe anglo-olandesi occuparono Orchies. Essa fu conquistata e riconquistata alternativamente più volte durante le guerre della rivoluzione francese: il primo assedio vittorioso fu quello posto dagli austriaci, che entrarono nella città il 21 luglio 1792.
La città fu distrutta nel 1914, all'inizio della prima guerra mondiale e fu liberata solo il 19 ottobre 1918 dalle forze britanniche del 1º battaglione del Reggimento Cambridgeshire, episodio citato nella storia ufficiale del reggimento.

## Società

### Evoluzione demografica
Abitanti censiti